# Anton Graff

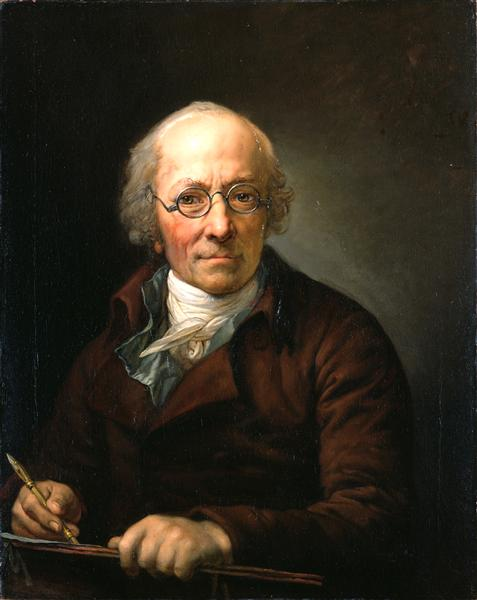
Anton Graff, Autoportret (1805/06)

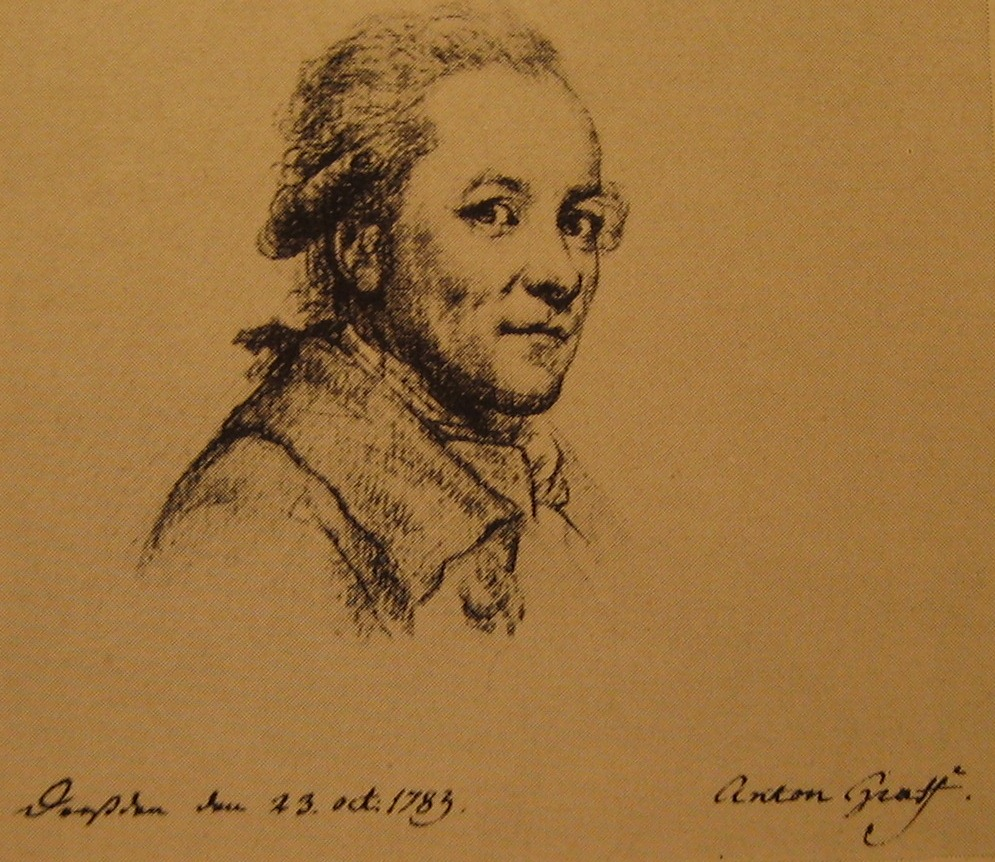
Anton Graff, Autoportret

Anton Graff (n. 18 noiembrie 1736, Winterthur – d. 22 iunie 1813, Dresda) a fost un pictor elvețian din perioada neoclasică. A fost unul din cei mai însemnați portretiști din epoca sa.

## Galerie

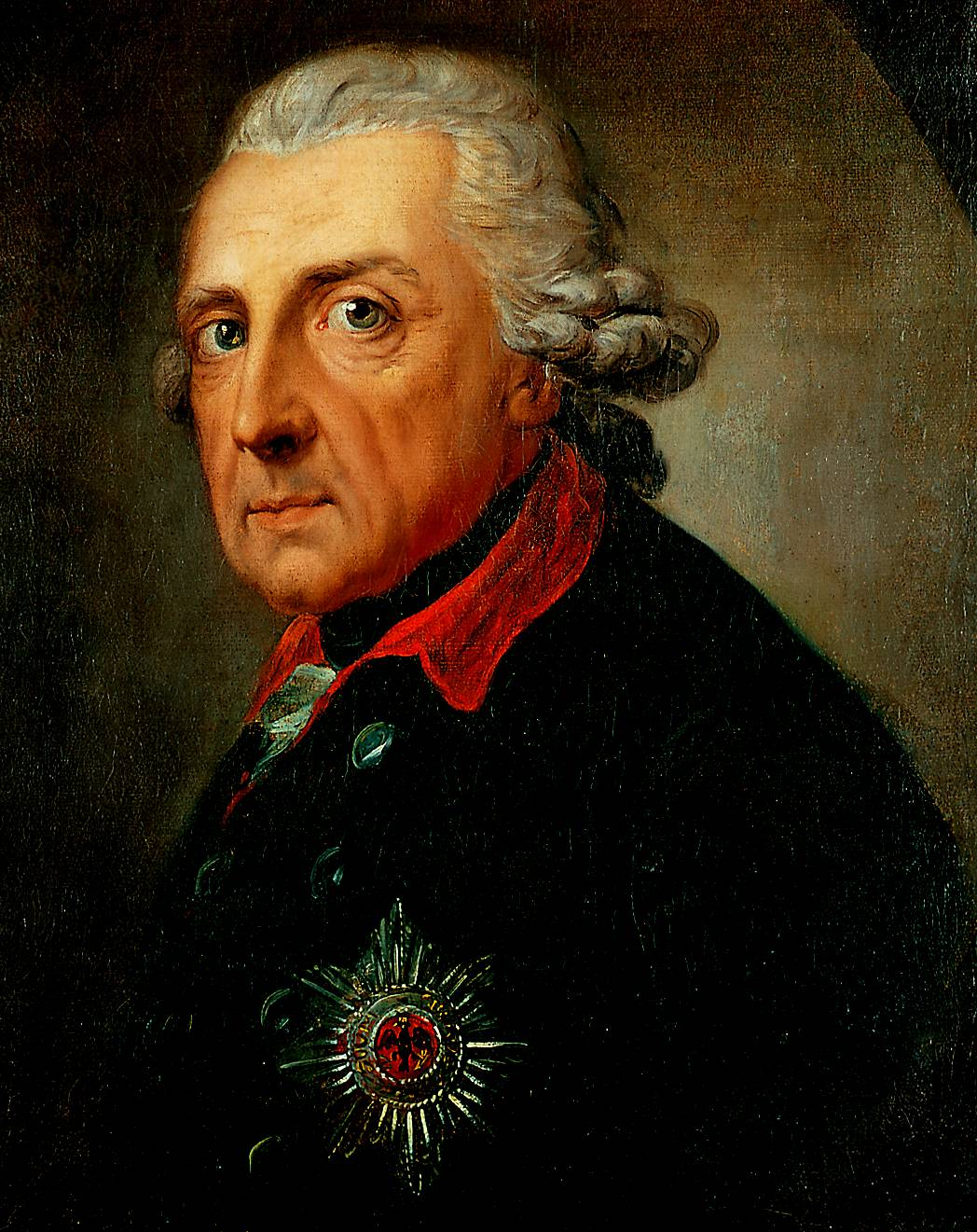
„Alte Fritz“: Frederic al II-lea în vârstă de 68 de ani, (1781)
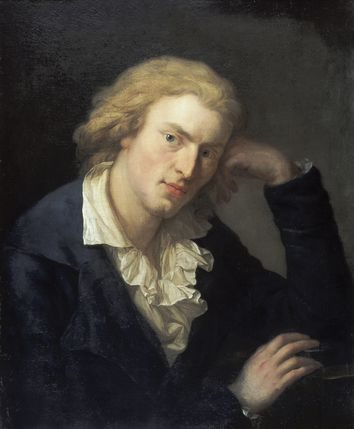
Friedrich Schiller (1786–1791)
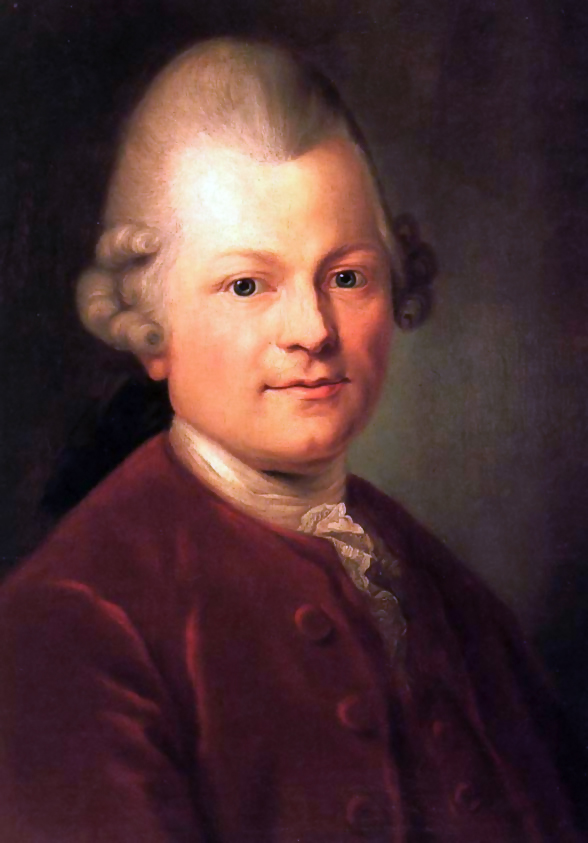
Gotthold Ephraim Lessing, (1771)